# 刺吻膜头鳕
刺吻膜头鳕（学名：Hymenocephalus lethonemus）为輻鰭魚綱鱈形目鼠尾鳕科膜头鳕属的鱼类。分布于日本南部、菲律宾南部、印度尼西亚的佛罗里斯海区以及东中国海东北部及南海东南部等，主要栖息于水深360-790米、體長可達14公分，底质为粗黑沙以及灰沙泥或海底软泥区海域。该物种的模式产地在日本相模灣。

## 体型
此鱼较小，长度只达14公分。头形尖，大嘴小眼，背鳍长。